# Alzey (stacja kolejowa)
Alzey (niem.: Bahnhof Alzey) – stacja kolejowa w Alzey, w kraju związkowym Nadrenia-Palatynat, w Niemczech. Jest jedną z trzech stacji kolejowych w Alzey, obok Alzey Süd i Alzey West.

## Historia
Stacja została wybudowana w 1871 roku podczas budowy linii kolejowej Alzey – Moguncja i połączenia Rheinhessenbahn z Hessische Ludwigsbahn. Trzy lata później otwarto Donnersbergbahn do Kirchheimbolanden. W dniu 28 września 1896 otwarto linię do Bodenheim, która została zamknięta po prawie 100 latach.
Budynek dworca, jak również skład towarowy został wybudowany z piaskowca z Flonheim. Stacja w 1920 roku miała dwie poczekalnie: dla pierwszej i drugiej klasy oraz osobną dla trzeciej i czwartej. W południe w dniu 19 października 1944 budynek został zniszczony w wyniku nalotu bombowego.